# 三盖淖尔
三盖淖尔是一个位于中国河北省张家口市的内流咸水湖，面积约为1.52平方千米，属于西北诸河区。它的一级流域为海河流域，二级流域为永定河水系。